# アドローザトルマリィ
アドローザトルマリィ (ラテン文字表記：Adorozatorumary) は、日本のサンリオによるキャラクター。
Adoとのコラボレーションにより誕生したキャラクターである。芸能人とのコラボレーションで誕生したキャラクターは2019年に誕生したれおすけ以来となる。
サンリオの新キャラクターを創造する研究所「SANRIOLABO～サンリオ研究所～」を舞台に開発、研究されたキャラクター。青い猫を基準とした実験式創作固有体でサンリオの公式ホームページでは「ネコ」ではなく「ふしぎ系」に分類される。

## 来歴
2022年2月2日、新しいサンリオキャラクターを開発するプロジェクト「SANRIOLABO～サンリオ研究所～」が始動。同時に公式Twitterが期間限定で開設された。このアカウントは所長の研究員Dと入社一年目の助手Oによって運営されている。
同年3月8日、サンリオの新キャラクターの孵化に成功。誕生当時は「馬レター」と呼ばれていた。
同月26日、研究員により「アドローザトルマリィ」と命名された。
翌月4月6日にデビュー。Adoとコラボレーションしたキャラクターであることが公表された。また、同月4月29日にはサンリオラボの研究発表会として期間限定カフェが展開された。そして翌月5月17日をもって公式Twitterの運営が終了した。
同月8月1日公式Twitterがリニューアルし運営が再開された。そして新章「アドローザトルマリィ」が始動した。

## 設定

### 誕生までのストーリー
舞台となる研究所「SANRIOLABO～サンリオ研究所～」はサンリオが1990年代に設立した本社の地下に存在する研究所で実際に存在するサンリオキャラクターを生み出すプロジェクトを計画していた。だが開設時より、これといった実績を上げていない為、閉鎖の危機に追い込まれ、30年の節目となる2022年5月12日に閉鎖予定となっていた。
そんなある日、研究所に古くからあった謎のタマゴが発見され実験体として観察が行われた。そのタマゴにAdoの曲を聴かせると、様々な反応を示すことが判明される。その後、Adoの遺伝子サンプルと接触し孵化した。
その後、2022年8月1日から正体不明の人物「観測者C」がアドローザトルマリィが過ごす様子を発信している。

### キャラクター

#### アドローザトルマリィ
- 本名- アドローザトルマリィ
- 簡体字名称- 阿多萝玛莉[12]
- 趣味- 歌うこと
- 好きな食べ物- キャンディ、お寿司
- 特技- 何でも食べること
- 性格- 好奇心旺盛で歌うことが大好き
- 宝物- Adoから貰ったお揃いのリボン
- 将来の夢- みんなを笑顔にできる歌が歌えるようになること

## サンリオキャラクター大賞の順位
- 2025年サンリオキャラクター大賞35位
- 2024年サンリオキャラクター大賞48位。
- 2023年サンリオキャラクター大賞52位。